# Metal Gear Solid Original Game Soundtrack
Metal Gear Solid Original Game Soundtrack – oficjalna ścieżka dźwiękowa do gry Metal Gear Solid wyprodukowanej przez Konami. Muzyka została skomponowana przez Konami Computer Entertainment, z wyjątkiem „Metal Gear Solid Main Theme” oraz „The Best Is Yet to Come”. Płyta została wydana 23 września 1998 – 3 tygodnie po japońskiej premierze gry.

## Lista utworów
1. "Metal Gear Solid Main Theme" – 2:42
2. "Introduction" – 0:57
3. "Discovery" – 5:05
4. "Cavern" – 3:11
5. "Intruder 1" – 2:04
6. "Encounter" – 2:20
7. "Intruder 2" – 1:55
8. "Warhead Storage" – 3:39
9. "Intruder 3" – 2:55
10. "Mantis' Hymn" – 2:56
11. "Hind D" – 1:58
12. "Duel" – 2:22
13. "Enclosure" – 2:14
14. "Blast Furnace" – 2:58
15. "Colosseo" – 1:53
16. "REX's Lair" – 3:05
17. "Escape" – 3:11
18. "End Title / The Best Is Yet to Come" – 5:46
19. "VR Training" – 2:37
20. "Metal Gear Solid Main Theme" (1997 E3 Edit) – 5:23
21. "Metal Gear Solid Control Mix" (zmiksowany przez Quadra) – 6:53

## The Best Is Yet To Come
Utwór „The Best Is Yet To Come” został napisany w języku japońskim przez Rike Muranake i przetłumaczona na irlandzki przez  Bláthnaid Ní Chufaigh.

### Twórcy
- Aoife Ní Fhearraigh – wokal (pierwszy głos)
- Declan Masterson – buzuki
- James Blennerhassett – kontrabas
- John Fitzpatrick – skrzypce
- Noel Bridgeman – perkusja
- Rika Muranaka – keyboard